# Алессандро Тассоні
Алессандро Тассоні (італ. Alessandro Tassoni; 28 вересня 1565, Модена — 26 квітня 1635, там само) — італійський письменник.

## Життєпис
Здобув освіту в Модені, Феррарі і Болоньї; член Академії делла Круска (1589); в 1597 перебрався до Риму, де вступив на службу до кардинала Асканіо Колонна. Виконував дипломатичні місії в Іспанії; в 1613—1621 в дружніх відносинах з герцогом Савойським; в 1618 секретар посольства Савойї в Римі; в 1626—1632 роках на службі у болонського кардинала Людовізі.

## «Викрадене відро»
Найбільш відомий твір Тассоні — іроїкомічна поема «Викрадене відро» (La Secchia rapita) — була завершена в 1615, але через цензурні складнощі вийшла в світ лише в 1621 року в Парижі (за сприяння Марино). У центрі сюжету війна, що розгорнулася навколо дерев'яного відра, що стояла на міській стіні Болоньї і захопленого моденцями. В історіографії ці події отримали назву «війна відра» («війна через дубове відро»). Поема заснована на реальних, але довільним чином трактованих і сконтамінованих подіях XIII—XIV століть, включаючи битву при Фоссальто. Іронічна трансформація героїчної епопеї з'єднується в «Викраденні відра» з сатиричним зображенням сучасників Тассоні. Поема мала великий вплив на італійську літературу XVII століття, а також на розвиток бурлеску (П. Скаррон, А. Поуп, І. П. Котляревський і т. д.). На сюжет цієї поеми (лібрето Джованні Боккеріні) композитор Антоніо Сальєрі створив оперу «Викрадене відро», прем'єра якої відбулася в 1772 році у віденському Бурґтеатрі.